# Kaoru Mori
Kaoru Mori (jap. 森 薫, Mori Kaoru; * 18. September 1978 in der Präfektur Tokio, Japan) ist eine japanische Manga-Zeichnerin.
Nachdem sie die Oberschule absolviert hatte, zeichnete sie als Amateurin Comics für den Dōjinshi-Markt. 2002 brachte sie ihre erste professionelle Veröffentlichung im Comic Beam-Magazin des Enterbrain-Verlages heraus; diese war die erste Episode ihrer Serie Emma – Eine viktorianische Liebe (エマ, Ema). In dieser Serie ist die Titelfigur ein Dienstmädchen im England des Viktorianischen Zeitalters. Durch die gesellschaftlichen Umstände wird die Liebe des Dienstmädchens zu einem Adeligen behindert. Der Manga endete 2006 nach über 1300 Seiten, die auch in zehn Sammelbänden herausgegeben wurden.
Emma – Eine viktorianische Liebe wurde zu einem Erfolg für die Zeichnerin. Die Sammelbände verkauften sich in Japan über 1,45 Millionen Mal und wurden in neun Sprachen (Chinesisch, Koreanisch, Englisch, Deutsch, Französisch, Schwedisch, Italienisch, Spanisch und Finnisch) übersetzt. Zwei Anime-Fernsehserien in 26 Episoden und zwei Romane entstanden auf Basis des Comics und Mori wurde 2005 auf dem Japan Media Arts Festival mit dem Preis für Exzellenz ausgezeichnet.
Emma ist Moris bislang längstes Werk. 2003 erschien bei Enterbrain der Einzelband Shirley (シャーリー, Shārī). In diesem Manga wird der Alltag eines jugendlichen Dienstmädchens im Viktorianischen Zeitalter geschildert. 2006 brachte Mori in einem Sondermagazin des Comic Beam zwei weitere Kapitel mit demselben Dienstmädchen als Hauptfigur heraus. Einer der wenigen professionellen Comics der Zeichnerin, die nicht die sozialen Umstände (wie etwa die Klassenunterschiede) im England zur Regierungszeit Victorias behandeln, wurde 2004 in Comic Beam mit der Kurzgeschichte Sumire no Hana (すみれの花) veröffentlicht, die Kaoru Mori nach einem Szenario von Satoshi Fukushima zeichnerisch gestaltete. Dieser kurze Manga beschreibt zwei Mädchen im modernen Japan, aus deren anfänglicher Freundschaft sich Liebe entwickelt.
Seit 2006 arbeitet die Zeichnerin an Emma – Bangaihen (エマ 番外篇), einer Nachfolgeserie zu Emma, in der auf die Nebenfiguren näher eingegangen wird.